# Мировой Гран-при по волейболу 2005
13-й розыгрыш Гран-при — международного турнира по волейболу среди женских национальных сборных — прошёл с 24 июня по 18 июля 2005 года в 10 городах 7 стран с участием 12 команд. Финальный этап был проведён в Сэндае (Япония). Победителем турнира в 5-й раз в своей истории и во 2-й раз подряд стала сборная Бразилии.

## Команды-участницы
Италия — по приглашению ФИВБ;
Нидерланды, Польша, Германия — по итогам европейской квалификации;
Китай, Япония, Южная Корея, Таиланд — по результатам мирового рейтинга среди команд AVC;
Куба, США, Доминиканская Республика — по итогам розыгрыша Панамериканского Кубка 2004 года (три лучшие команды от NORCECA);
Бразилия — по итогам розыгрыша Панамериканского Кубка 2004 года (лучшая команда от CSV).

## Система проведения розыгрыша
На предварительном этапе команды выступали по туровой системе. В каждом туре (всего их было три) команды делились на четвёрки и проводили в них однокруговые турниры. Все результаты шли в общий зачёт. В играх финального этапа, проходившего по круговой системе, участвовали хозяин финала Япония и пять лучших команд по итогам предварительного этапа.

## Предварительный этап
24 июня — 10 июля

### Турнирная таблица
| М  | Команда                  | И | В | П | С/О     | С/П   | О  |
| -- | ------------------------ | - | - | - | ------- | ----- | -- |
| 1  | Китай                    | 9 | 8 | 1 | 689:533 | 24:4  | 17 |
| 2  | Бразилия                 | 9 | 8 | 1 | 763:624 | 24:8  | 17 |
| 3  | Куба                     | 9 | 8 | 1 | 758:678 | 25:6  | 17 |
| 4  | Италия                   | 9 | 6 | 3 | 673:576 | 19:9  | 15 |
| 5  | Япония                   | 9 | 6 | 3 | 771:665 | 21:11 | 15 |
| 6  | Нидерланды               | 9 | 5 | 4 | 698:627 | 19:12 | 14 |
| 7  | Польша                   | 9 | 5 | 4 | 621:674 | 15:15 | 14 |
| 8  | США                      | 9 | 4 | 5 | 740:757 | 16:19 | 13 |
| 9  | Южная Корея              | 9 | 2 | 7 | 556:708 | 7:23  | 11 |
| 10 | Германия                 | 9 | 1 | 8 | 692:754 | 7:26  | 10 |
| 11 | Доминиканская Республика | 9 | 1 | 8 | 604:777 | 7:26  | 10 |
| 12 | Таиланд                  | 9 | 0 | 9 | 519:711 | 2:27  | 9  |

### 1-й тур
24—26 июня

#### Группа А
Токио
24.06: Бразилия — Южная Корея 3:0 (25:21, 25:20, 25:14); Япония — Польша 3:0 (25:16, 25:11, 25:17).
25.06: Бразилия — Польша 3:0 (25:22, 25:10, 25:23); Япония — Южная Корея 3:0 (26:24, 25:14, 25:18).
26.06: Польша — Южная Корея 3:0 (25:21, 25:21, 25:18); Бразилия — Япония 3:2 (17:25, 17:25, 25:17, 25:21, 20:18).

#### Группа В
Реджо-ди-Калабрия
24.06: Куба — Германия 3:0 (29:27, 27:25, 27:25); Италия — Доминиканская Республика 3:0 (25:12, 25:12, 25:10).
25.06: Куба — Доминиканская Республика 3:0 (28:26, 25:17, 25:18); Италия — Германия 3:0 (25:23, 25:22, 25:23).
26.06: Германия — Доминиканская Республика 3:2 (25:12, 25:27, 21:25, 25:9, 15:11); Куба — Италия 3:0 (27:25, 25:20, 30:28).

#### Группа С
Нинбо
24.06: Нидерланды — США 3:0 (25:17, 25:14, 25:17); Китай — Таиланд 3:0 (25:20, 25:15, 25:18).
25.06: Китай — Нидерланды 3:1 (21:25, 25:17, 25:22, 25:5); США — Таиланд 3:0 (25:13, 25:12, 25:22).
26.06: Нидерланды — Таиланд 3:0 (25:19, 25:17, 25:14); Китай — США 3:0 (25:22, 25:15, 25:15).

### 2-й тур
1—3 июля

#### Группа D
Сеул
1.07: Южная Корея — США 3:2 (25:23, 13:25, 21:25, 25:15, 15:13); Япония — Доминиканская Республика 3:0 (27:25, 25:22, 25:17).
2.07: США — Доминиканская Республика 3:2 (23:25, 23:25, 25:14, 25:16, 15:6); Япония — Южная Корея 3:0 (25:22, 25:18, 25:13).
3.07: США — Япония 3:1 (25:23, 25:21, 21:25, 29:27); Южная Корея — Доминиканская Республика 3:0 (25:21, 25:22, 25:15).

#### Группа E
Макао
1.07: Бразилия — Польша 3:0 (25:17, 25:13, 25:19); Китай — Германия 3:0 (25:17, 25:19, 25:15).
2.07: Бразилия — Германия 3:0 (25:16, 25:16, 26:24); Китай — Польша 3:0 (25:18, 25:13, 25:14).
3.07: Польша — Германия 3:2 (22:25, 25:18, 26:24, 18:25, 15:11); Китай — Бразилия 3:0 (25:22, 25:21, 25:20).

#### Группа F
Манила
1.07: Куба — Таиланд 3:0 (25:19, 25:17, 25:17); Нидерланды — Италия 3:0 (25:18, 25:17, 25:21).
2.07: Куба — Нидерланды 3:2 (25:20, 19:25, 22:25, 25:22, 15:13); Италия — Таиланд 3:0 (25:12, 25:10, 25:18).
3.07: Нидерланды — Таиланд 3:0 (25:9, 25:16, 25:22); Куба — Италия 3:1 (19:25, 26:24, 25:23, 25:21).

### 3-й тур
8—10 июля

#### Группа G
Гонконг
8.07: Италия — Германия 3:0 (25:20, 25:23, 26:24); Китай — Доминиканская Республика 3:0 (25:20, 27:25, 25:19).
9.07: Италия — Доминиканская Республика 3:0 (25:21, 25:10, 25:18); Китай — Германия 3:0 (25:23, 25:15, 25:23).
10.07: Доминиканская Республика — Германия 3:2 (21:25, 25:20, 18:25, 25:21, 15:7); Италия — Китай 3:0 (25:22, 25:22, 25:22).

#### Группа H
Тайбэй
8.07: Куба — Южная Корея 3:0 (25:17, 25:19, 25:18); Бразилия — Нидерланды 3:1 (25:27, 25:19, 25:21, 25:17).
9.07: Куба — Нидерланды 3:0 (27:25, 25:19, 25:21); Бразилия — Южная Корея 3:1 (25:10, 23:25, 25:12, 25:10).
10.07: Нидерланды — Южная Корея 3:0 (25:12, 25:20, 25:15); Бразилия — Куба 3:1 (22:25, 25:20, 25:19, 25:23).

#### Группа I
Бангкок
8.07: США — Таиланд 3:1 (25:14, 25:20, 13:25, 25:22); Польша — Япония 3:0 (25:22, 25:23, 25:22).
9.07: Польша — Таиланд 3:0 (25:19, 25:23, 25:20); Япония — США 3:1 (26:28, 25:22, 25:15, 25:18).
10.07: Польша — США 3:1 (25:18, 25:17, 22:25, 25:22); Япония — Таиланд 3:1 (23:25, 25:22, 25:17, 25:22).

## Финальный этап
13—18 июля.  Сэндай.
| М | Команда    | 1   | 2   | 3   | 4   | 5   | 6   | И | В | П | С/О     | С/П   | О |
| - | ---------- | --- | --- | --- | --- | --- | --- | - | - | - | ------- | ----- | - |
| 1 | Бразилия   |     | 3:2 | 0:3 | 3:2 | 3:1 | 3:0 | 5 | 4 | 1 | 452:425 | 12:8  | 9 |
| 2 | Италия     | 2:3 |     | 3:0 | 3:1 | 3:0 | 2:3 | 5 | 3 | 2 | 461:416 | 13:7  | 8 |
| 3 | Китай      | 3:0 | 0:3 |     | 2:3 | 3:0 | 3:1 | 5 | 3 | 2 | 407:378 | 11:7  | 8 |
| 4 | Куба       | 2:3 | 1:3 | 3:2 |     | 3:2 | 3:0 | 5 | 3 | 2 | 470:487 | 12:10 | 8 |
| 5 | Япония     | 1:3 | 0:3 | 0:3 | 2:3 |     | 3:1 | 5 | 1 | 4 | 415:454 | 6:13  | 6 |
| 6 | Нидерланды | 0:3 | 3:2 | 1:3 | 0:3 | 1:3 |     | 5 | 1 | 4 | 407:452 | 5:14  | 6 |

13.07: Куба — Китай 3:2 (10:25, 20:25, 25:19, 25:20, 15:13); Бразилия — Нидерланды 3:0 (25:22, 25:22, 25:14); Италия — Япония 3:0 (25:21, 25:21, 25:14).
14.07: Италия — Китай 3:0 (25:16, 25:21, 25:22); Бразилия — Куба 3:2 (25:16, 21:25, 22:25, 25:21, 16:14); Япония — Нидерланды 3:1 (22:25, 25:20, 28:26, 25:22).
16.07: Италия — Куба 3:1 (25:18, 21:25, 32:30, 25:15); Китай — Нидерланды 3:1 (21:25, 25:22, 25:20, 25:19); Бразилия — Япония 3:1 (25:20, 25:27, 25:20, 25:22).
17.07: Нидерланды — Италия 3:2 (24:26, 18:25, 26:24, 25:21, 15:10); Китай — Бразилия 3:0 (25:18, 25:17, 25:19); Куба — Япония 3:2 (21:25, 25:20, 20:25, 28:26, 17:15).
18.07: Куба — Нидерланды 3:0 (25:20, 25:22, 25:20); Бразилия — Италия 3:2 (25:20, 22:25, 25:21, 27:29, 15:7); Китай — Япония 3:0 (25:23, 25:22, 25:23).

## Итоги

Сборная Бразилии — победитель Гран-при 2005 года

### Положение команд
| Бразилия                     |
| Италия                       |
| Китай                        |
| 4. Куба                      |
| 5. Япония                    |
| 6. Нидерланды                |
| 7. Польша                    |
| 8. США                       |
| 9. Южная Корея               |
| 10. Германия                 |
| 11. Доминиканская Республика |
| 12. Таиланд                  |

### Призёры
Бразилия: Ракел Силва, Шейла Кастро, Паула Пекено, Каролин Гаттас, Катя Родригис, Валеска Менезис(Валескинья), Каролина Албукерке, Велисса Гонзага (Сасса), Марсель Морайс, Жаклин Карвальо, Фабиана Алвин ди Оливейра (Фаби), Рената Коломбо (Ренатинья). Главный тренер — Жозе Роберто Гимарайнс (Зе Роберто).
  Италия: Элиза Челла, Сара Андзанелло, Валентина Фьорин, Мартина Гуиджи, Дженни Барацца, Надя Чентони, Серена Ортолани, Кристина Винченци, Элеонора Ло Бьянко, Антонелла Дель Коре, Франческа Ферретти, Кьяра Арканджели (в матчах предварительного этапа также играла Наталья Вигано). Главный тренер — Марко Бонитта.
  Китай: Ван Имэй, Фэн Кунь, Ян Хао, Лю Яньань, Чу Цзиньлин, Чжоу Сухун, Сюэ Мин, Чжао Юнь, Ван Тин, Ма Юньвэнь, Чжан На, Чжан Пин. Главный тренер — Чэнь Чжунхэ.

### Индивидуальные призы
MVP:  Паула Пекено
Лучшая нападающая:  Росир Кальдерон
Лучшая блокирующая:  Нэнси Каррильо
Лучшая на подаче:  Ян Хао
Лучшая в защите:  Элке Вейнховен
Лучшая связующая:  Фэн Кунь
Лучшая на приёме:  Чжоу Сухун
Лучшая либеро:  Чжан На
Самая результативная:  Миюки Такахаси